# Pool (Cornouailles)
Pour les articles homonymes, voir Pool.
Pool est un village des Cornouailles, en Angleterre. Le village fait partie de la paroisse civile de Carn Brea.